# Was It Worth It? (Pet Shop Boys)
Was It Worth It? è un singolo del gruppo musicale britannico Pet Shop Boys, il secondo estratto dalla prima raccolta Discography: The Complete Singles Collection; venne pubblicato il 9 dicembre 1991.
Si tratta del primo brano pubblicato dal gruppo a non entrare nella Top 20 della classifica britannica, classificandosi infatti alla posizione 24. Questo fattore fu il principale motivo per cui il gruppo decise di non includere il brano nella raccolta PopArt: Pet Shop Boys - The Hits del 2003.

## La canzone
In una nota Neil Tennant spiega che la canzone è "una sorta di riaffermazione del valore dell'amore".

## Tracce
CD singolo (Regno Unito)
1. Was It Worth It? – 4:23
2. Miserablism (7" Mix) – 4:12
3. Was It Worth It? (12" Mix) – 7:13
4. Was It Worth It? (Dub Mix) – 5:16

7" giri (Regno Unito)
- Lato A

1. Was It Worth It? – 4:22

- Lato B

1. Miserablism – 4:11

CD singolo (Stati Uniti)
1. Was It Worth It? (7" Mix) – 4:27
2. Was It Worth It? (12") – 7:13
3. Miserablism (Moby Electro Mix) – 5:38
4. Music for the Boys (Part 3) – 5:40
5. Overture to Performance – 6:14

## Classifiche
| Classifica (1991) | Posizione massima |
| ----------------- | ----------------- |
| Germania          | 19                |
| Paesi Bassi       | 7                 |
| Regno Unito       | 24                |
| Svezia            | 23                |